# Elaeocarpus storckii
Elaeocarpus storckii là một loài thực vật có hoa trong họ Côm. Loài này được Seem. mô tả khoa học đầu tiên năm 1862.